# Calanthe monophylla
Calanthe monophylla är en orkidéart som beskrevs av Henry Nicholas Ridley. Calanthe monophylla ingår i släktet Calanthe och familjen orkidéer. Inga underarter finns listade i Catalogue of Life.